# Francis Charteris, X conte di Wemyss
Francis Richard Charteris, X conte di Wemyss (4 agosto 1818 – Londra, 30 giugno 1914), è stato un politico scozzese.

## Biografia
Era il figlio di Francis Charteris, IX conte di Wemyss, e di sua moglie, Lady Louisa Bingham.

## Carriera
Fu un deputato per East Gloucestershire (1841-1846) e per Haddingtonshire (1857-1883). Fu comandante del London Scottish regiment per 17 anni, dalla sua formazione nel 1859.
Charteris era un membro della Canterbury Association dal 27 marzo 1848 e faceva parte del consiglio di amministrazione. Sviluppò un interesse per la pratica medica alternativa dell'omeopatia, diventando anche presidente della London Homeopathic Hospital fino alla sua morte.

## Matrimoni

### Primo Matrimonio
Sposò, il 29 agosto 1843, Lady Anne Frederica Anson (22 febbraio 1823-22 luglio 1896), figlia di Thomas Anson, I conte di Lichfield. Ebbero dieci figli:
- Francis Charteris (11 novembre 1844-22 luglio 1870);
- Arthur Charteris (30 agosto 1846-1847);
- Alfred Walter Charteris (2 giugno 1847-24 novembre 1873);
- figlio nato morto (30 luglio 1849);
- Lady Evelyn Charteris (17 ottobre 1851-18 giugno 1939), sposò John Vesey, IV visconte de Vesci, ebbero una figlia;
- Lady Lilian Harriet Charteris (1853-11 aprile 1914), sposò Henry Pelly, ebbero due figlie;
- Lady Hilda Charteris (13 ottobre 1854-1 agosto 1901), sposò William Brodrick, I conte di Midleton, ebbero cinque figli;
- Hugo Charteris, XI conte di Wemyss (25 agosto 1857-12 luglio 1937);
- Alan Dudley Charteris (19 marzo 1860-9 gennaio 1901);
- Sir Edward Evan Charteris (29 gennaio 1864-16 novembre 1940), sposò Lady Dorothy Margaret Browne, non ebbero figli.

### Secondo Matrimonio
Nel 1900 sposò Grace Blackburn (?-13 febbraio 1946), non ebbero figli.

## Morte
Morì il 30 giugno 1914, all'età di 95 anni, a Londra.

## Ascendenza
|                                                                    |                                   |                                     | Genitori                            |  |  | Nonni |  |  | Bisnonni                             |  |  | Trisnonni                                     |  |
|                                                                    |                                   |                                     |                                     |  |  |       |  |  | Francis Wemyss-Charteris, lord Elcho |  |  | Francis Wemyss-Charteris, VII conte di Wemyss |  |
|                                                                    |                                   |                                     |                                     |  |  |       |  |  | Francis Wemyss-Charteris, lord Elcho |  |  | Francis Wemyss-Charteris, VII conte di Wemyss |  |
|                                                                    |                                   | Catherine Gordon                    |                                     |  |  |       |  |  | Francis Wemyss-Charteris, lord Elcho |  |  |                                               |  |
| Francis Wemyss-Charteris, VIII conte di Wemyss e IV conte di March |                                   |                                     |                                     |  |  |       |  |  | Francis Wemyss-Charteris, lord Elcho |  |  |                                               |  |
|                                                                    |                                   | Susan Tracy-Keck                    | Anthony Keck                        |  |  |       |  |  |                                      |  |  |                                               |  |
|                                                                    |                                   | Susan Tracy-Keck                    | Anthony Keck                        |  |  |       |  |  |                                      |  |  |                                               |  |
|                                                                    |                                   | Susan Tracy-Keck                    | Susan Hamilton                      |  |  |       |  |  |                                      |  |  |                                               |  |
| Francis Charteris, IX conte di Wemyss e V conte di March           |                                   | Susan Tracy-Keck                    |                                     |  |  |       |  |  |                                      |  |  |                                               |  |
|                                                                    |                                   | Walter Campbell                     | John Campbell                       |  |  |       |  |  |                                      |  |  |                                               |  |
|                                                                    |                                   | Walter Campbell                     | John Campbell                       |  |  |       |  |  |                                      |  |  |                                               |  |
|                                                                    |                                   | Walter Campbell                     | Henrietta Cuninghame                |  |  |       |  |  |                                      |  |  |                                               |  |
| Margaret Campbell                                                  |                                   | Walter Campbell                     |                                     |  |  |       |  |  |                                      |  |  |                                               |  |
|                                                                    |                                   | Eleanora Kerr                       | Robert Kerr                         |  |  |       |  |  |                                      |  |  |                                               |  |
|                                                                    |                                   | Eleanora Kerr                       | Robert Kerr                         |  |  |       |  |  |                                      |  |  |                                               |  |
|                                                                    |                                   | Eleanora Kerr                       | Eleanora Nugent                     |  |  |       |  |  |                                      |  |  |                                               |  |
| Francis Wemyss-Charteris, X conte di Wemyss e VI conte di March    |                                   | Eleanora Kerr                       |                                     |  |  |       |  |  |                                      |  |  |                                               |  |
|                                                                    | Charles Bingham, I conte di Lucan | John Bingham, V baronetto           |                                     |  |  |       |  |  |                                      |  |  |                                               |  |
|                                                                    | Charles Bingham, I conte di Lucan | John Bingham, V baronetto           |                                     |  |  |       |  |  |                                      |  |  |                                               |  |
|                                                                    | Charles Bingham, I conte di Lucan | Anne Vesey                          |                                     |  |  |       |  |  |                                      |  |  |                                               |  |
| Richard Bingham, II conte di Lucan                                 | Charles Bingham, I conte di Lucan |                                     |                                     |  |  |       |  |  |                                      |  |  |                                               |  |
|                                                                    |                                   | Margaret Smith                      | James Smith                         |  |  |       |  |  |                                      |  |  |                                               |  |
|                                                                    |                                   | Margaret Smith                      | James Smith                         |  |  |       |  |  |                                      |  |  |                                               |  |
|                                                                    |                                   | Margaret Smith                      | Grace Dyke                          |  |  |       |  |  |                                      |  |  |                                               |  |
| Louisa Bingham                                                     |                                   | Margaret Smith                      |                                     |  |  |       |  |  |                                      |  |  |                                               |  |
|                                                                    |                                   | Henry Belasyse, II conte Fauconberg | Thomas Belasyse, I conte Fauconberg |  |  |       |  |  |                                      |  |  |                                               |  |
|                                                                    |                                   | Henry Belasyse, II conte Fauconberg | Thomas Belasyse, I conte Fauconberg |  |  |       |  |  |                                      |  |  |                                               |  |
|                                                                    |                                   | Henry Belasyse, II conte Fauconberg | Catherine Betham                    |  |  |       |  |  |                                      |  |  |                                               |  |
| Elizabeth Belasyse                                                 |                                   | Henry Belasyse, II conte Fauconberg |                                     |  |  |       |  |  |                                      |  |  |                                               |  |
|                                                                    |                                   | Charlotte Lamb                      | Matthew Lamb, I baronetto           |  |  |       |  |  |                                      |  |  |                                               |  |
|                                                                    |                                   | Charlotte Lamb                      | Matthew Lamb, I baronetto           |  |  |       |  |  |                                      |  |  |                                               |  |
|                                                                    |                                   | Charlotte Lamb                      | Charlotte Coke                      |  |  |       |  |  |                                      |  |  |                                               |  |
|                                                                    |                                   | Charlotte Lamb                      |                                     |  |  |       |  |  |                                      |  |  |                                               |  |